# Плейнфілд-Вілледж (Коннектикут)
Плейнфілд-Вілледж (англ. Plainfield Village) — переписна місцевість (CDP) в США, в окрузі Віндем штату Коннектикут. Населення — 2580 осіб (2020).

## Географія
Плейнфілд-Вілледж розташований за координатами 41°40′28″ пн. ш. 71°55′25″ зх. д. / 41.67444° пн. ш. 71.92361° зх. д. (41.674330, -71.923674).  За даними Бюро перепису населення США в 2010 році переписна місцевість мала площу 4,45 км², з яких 4,40 км² — суходіл та 0,05 км² — водойми.

## Демографія
Згідно з переписом 2010 року, у переписній місцевості мешкало 2557 осіб у 946 домогосподарствах у складі 622 родин. Густота населення становила 574 особи/км².  Було 1059 помешкань (238/км²).
Расовий склад населення:
| - 92,1 % — білих - 1,6 % — чорних або афроамериканців - 1,5 % — азіатів - 0,7 % — корінних американців - 0,2 % — вихідців з тихоокеанських островів - 1,3 % — осіб інших рас |

До двох чи більше рас належало 2,5 %. Частка іспаномовних становила 4,6 % від усіх жителів.
За віковим діапазоном населення розподілялося таким чином: 23,3 % — особи молодші 18 років, 59,7 % — особи у віці 18—64 років, 17,0 % — особи у віці 65 років та старші. Медіана віку мешканця становила 38,4 року. На 100 осіб жіночої статі у переписній місцевості припадало 88,0 чоловіків;  на 100 жінок у віці від 18 років та старших — 86,3 чоловіків також старших 18 років.
Середній дохід на одне домашнє господарство  становив 67 526 доларів США (медіана — 57 050), а середній дохід на одну сім'ю — 78 697 доларів (медіана — 59 583). Медіана доходів становила 55 435 доларів для чоловіків та 42 400 доларів для жінок. За межею бідності перебувало 9,2 % осіб, у тому числі 10,7 % дітей у віці до 18 років та 18,3 % осіб у віці 65 років та старших.
Цивільне працевлаштоване населення становило 1036 осіб. Основні галузі зайнятості: освіта, охорона здоров'я та соціальна допомога — 27,5 %, роздрібна торгівля — 14,0 %, виробництво — 12,5 %, транспорт — 11,1 %.